# Francis Ford Coppola
Francis Ford Coppola (Detroit, 7 aprile 1939) è un regista, sceneggiatore e produttore cinematografico statunitense.

Firma di Francis Ford Coppola

È considerato uno dei più grandi registi nella storia del cinema e insieme a colleghi quali Steven Spielberg, Michael Cimino, Martin Scorsese, George Lucas, Brian De Palma e Stanley Kubrick ha contribuito in maniera determinante alla nascita della Nuova Hollywood, consacrandosi come autore di prestigio grazie alla realizzazione di pellicole come la trilogia de Il padrino, La conversazione, Apocalypse Now e Dracula di Bram Stoker.
È uno dei dieci cineasti insigniti sia dell'Oscar alla migliore sceneggiatura originale che di quello alla migliore sceneggiatura non originale insieme a Billy Wilder, Charles Brackett, Paddy Chayefsky, Horton Foote, William Goldman, Robert Benton, Bo Goldman e ai fratelli Coen. Coppola trionfò nella prima categoria nel 1971 (assieme a Edmund H. North) grazie a Patton, generale d'acciaio, e nella seconda alle edizioni del 1973 e del 1975, grazie a Il padrino e Il padrino - Parte II (entrambe al fianco di Mario Puzo). Per quest'ultimo ottenne anche il riconoscimento come miglior regista e il premio al miglior film. Nel 2011 gli fu assegnata la sesta statuetta, il Premio alla memoria Irving G. Thalberg. Ha, inoltre, vinto 6 Golden Globe, 3 David di Donatello, 2 Palme d'oro, 1 premio BAFTA, e il Leone d'oro alla carriera alla Mostra internazionale d'arte cinematografica nell'edizione del 1992.

## Biografia

### Le origini, l'adolescenza e la giovinezza
Francis Ford Coppola è nato a Detroit, nel Michigan, il 7 aprile del 1939, secondogenito dei tre figli di Carmine Coppola e di Italia Pennino.
Carmine Coppola, compositore e direttore d'orchestra newyorchese (1910-1991), flautista nell'Orchestra Sinfonica di Detroit, era figlio degli immigrati italiani Agostino Coppola, originario di Bernalda, e Maria Zasa, di Tricarico entrambe in provincia di Matera.
Italia Pennino (1912-2004) era newyorchese, figlia di genitori di Napoli: il compositore Francesco Pennino (1880-1952), proprietario di una sala cinematografica a Brooklyn e importatore di film italiani, e la sua consorte Anna Giaquinto.
Dal nonno materno fu preso il nome anglicizzato Francis. Il fratello di Francis, August, docente di letteratura, è il padre dell'attore Nicolas Cage; la sorella Talia Shire, attrice, è madre dell'attore Jason Schwartzman e del cantante Robert Carmine. 

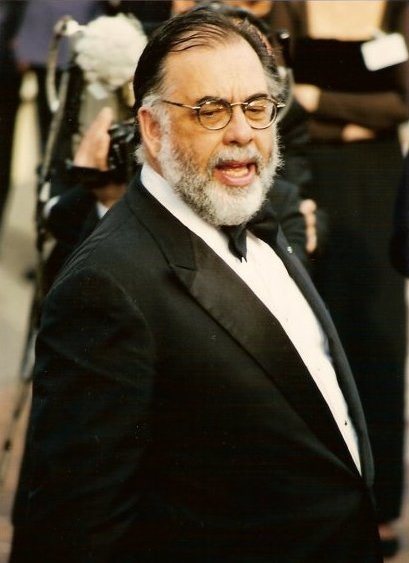
Francis Ford Coppola al Festival di Cannes nel 1996

Coppola ha ricevuto il secondo nome in onore di Henry Ford non solo perché nato presso l'Henry Ford Hospital, ma anche perché nacque quando suo padre era flautista, arrangiatore e direttore d’orchestra per “The Ford Sunday Evening Hour”, una serie radiofonica serale di musiche da concerto della durata di un’ora, sponsorizzata dalla Ford Motor Company.
Due anni dopo la sua nascita, suo padre venne chiamato come flautista principale per la NBC Symphony Orchestra e la famiglia si trasferì a New York, stabilendosi a Woodside.
L'infanzia di Francis fu segnata dalla poliomielite, che lo costrinse in casa per lunghi periodi, durante i quali sviluppò la passione per i teatrini di marionette e realizzò, a partire dall'età di 10 anni, i primi film amatoriali con la cinepresa da 8 mm di suo padre. Coppola si appassionò al teatro dopo che, all'età di 15 anni, andò a vedere la versione teatrale di Un tram che si chiama desiderio con Marlon Brando e Vivien Leigh.
Per quanto riguarda il periodo scolastico, Coppola è stato uno studente mediocre, ma molto interessato all'ingegneria e alla tecnologia. Inizialmente indirizzatosi verso la carriera musicale, vinse poi una borsa di studio all'Accademia militare di New York. Coppola ha frequentato 23 scuole diverse, prima di diplomarsi alla North High School. Compagni di scuola di Coppola sono stati James Caan, Lainie Kazan e Joe Frank.
Oltre alla carriera musicale, su pressione del fratello August, Coppola tentò anche la carriera di scrittore. Nel 1960 Coppola si laureò in teatro alla Hofstra University, per poi studiare cinematografia alla UCLA, dove realizzò numerosi cortometraggi e film brevi. Qui, tra l'altro, conobbe il futuro cantante Jim Morrison.

### Prime esperienze
Agli inizi degli anni sessanta comincia la sua carriera da regista, quando Roger Corman lo sceglie come suo assistente e lo assume per dirigere il film a basso costo Tonight for Sure nel 1962. Non è certo una pellicola da capogiro, e infatti le critiche non sono tanto lusinghiere, ma come esordio Coppola è molto soddisfatto. Della pellicola Francis, oltre che regista è anche sceneggiatore (assieme a Jerry Shaffer). 

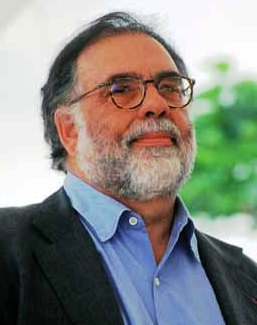
Francis Ford Coppola nel 2001

Da quel momento inizia la sua carriera realizzando film a basso costo con Roger Corman e iniziò a scrivere anche numerose sceneggiature
. Dopo Tonight for Sure il secondo film diretto e sceneggiato da Coppola è l'horror Terrore alla 13ª ora del 1963. Il film non è altro che una rielaborazione del romanzo di Charles Hannawalt, direttore della fotografia del film. Questa pellicola ottiene maggior successo della prima, tuttavia Coppola decide di prendersi un periodo di pausa.
Dopo tre anni di silenzio, nel 1966 partecipa in qualità di sceneggiatore al film Parigi brucia?, la prima pellicola alla quale prende parte che ha nel cast attori noti, ovvero Jean-Paul Belmondo e Alain Delon. Scrive anche la sceneggiatura di Questa ragazza è di tutti, pellicola uscita lo stesso anno.
Nel 1966 torna dietro la macchina da presa, scrivendo la pellicola Buttati Bernardo!. Il film ottiene un buon successo, ottenendo anche una nomination all'Oscar per la miglior attrice non protagonista a Geraldine Page. Realizza poi il lungometraggio Sulle ali dell'arcobaleno con Fred Astaire (è il primo film di Coppola che ha per protagonista un attore famoso), mentre nel 1969 dirige James Caan e Robert Duvall in Non torno a casa stasera. Quest'ultima in particolare ottiene grandi lodi dalla critica.

### I primi successi agli Oscar eIl padrino
Nel 1970 Coppola, insieme ad Edmund H. North, scrive la sceneggiatura di Patton, generale d'acciaio, interpretato da George C. Scott. Grazie a questo film Coppola vince il suo primo premio Oscar per la miglior sceneggiatura, mentre il film vince ben 7 premi Oscar in totale. Nonostante questo, la consacrazione arrivò qualche anno dopo.
Infatti nel 1971 la Paramount chiama Francis Ford Coppola a dirigere il nuovo film Il padrino, tratto dall'omonimo romanzo di Mario Puzo. Coppola ha più volte rivelato che questo film è stato il più difficile da realizzare della sua carriera, a causa dei numerosi contrasti con la produzione relativi alle scelte di casting del regista. Infatti Coppola, contattato solo dopo il rifiuto di registi come Sergio Leone, Elia Kazan e Arthur Penn, accettò l'incarico e scelse come attore protagonista Marlon Brando, allora in declino e considerato una bestia nera nell'ambiente hollywoodiano, col quale si crearono i primi contrasti con la produzione. Il produttore Robert Evans accettò l'ingaggio di Brando solo a patto che l'attore firmasse un contratto che presentava alcune clausole che l'attore avrebbe dovuto rispettare. Altro motivo di discussione fu la scelta da parte di Coppola di scritturare l'allora sconosciuto Al Pacino per il ruolo di Michael Corleone, per il quale la Paramount avrebbe visto meglio altri attori come Robert De Niro, Dustin Hoffman e Robert Redford, i quali non avevano, secondo Coppola, l'aspetto riconducibile ai siciliani. Coppola arrivò quasi sul punto di essere licenziato per aver scelto Al Pacino, che la produzione considerava basso e non adatto al ruolo, ma alla fine ebbe nuovamente la meglio. La scelta della location creò un ulteriore contrasto tra il regista e la produzione, che avrebbe preferito girare tutte le scene in studio per esigenze di budget, mentre Coppola decise di spostare all'inizio dell'estate 1971 le riprese da New York a Savoca, provocando un considerevole sforamento di costi.
Uscito in tutto il mondo il 15 marzo 1972 il film ottiene un successo strepitoso al botteghino, incassando nei soli Stati Uniti d'America 86 milioni di dollari, letteralmente frantumando il record del kolossal Via col vento, che resisteva da oltre 30 anni, mentre a fine programmazione incassò globalmente oltre 250 milioni di dollari. Ad oggi Il padrino ha incassato in tutto il mondo 1.144.234.000 dollari. Fu una vera e propria sorpresa per la casa di produzione. Anche la critica lodò il film, definendolo il più bello incentrato sulle losche attività della mafia e l'impatto culturale lasciato dal film nell'immaginario collettivo rimarrà nella storia, con i numerosi detti mafiosi e alcune scene chiave (come quella della testa di cavallo, o la morte di Sonny) rimaste indelebili ancora oggi, a tal punto da essere citate in numerose altre pellicole di successo negli anni a venire.
Il film ricevette 10 nomination agli Oscar, vincendone tre: miglior film per Albert S. Ruddy, miglior sceneggiatura non originale per Coppola e Mario Puzo, miglior attore a Marlon Brando (tuttavia l'attore rifiutò il premio, in disaccordo sui maltrattamenti del mondo di Hollywood verso i nativi americani). Oltre agli Oscar, la pellicola vince altri premi internazionali come il Golden Globe, Kansas City Film Festival, David di Donatello, British Academy Film and Television Awards, New York Film Critics Circle Award, e molti altri premi minori.
Il film è stato scelto dall'American Film Institute come il secondo miglior film di sempre, dopo Quarto potere di Orson Welles ma prima di Casablanca.

### Gli anni d'oro

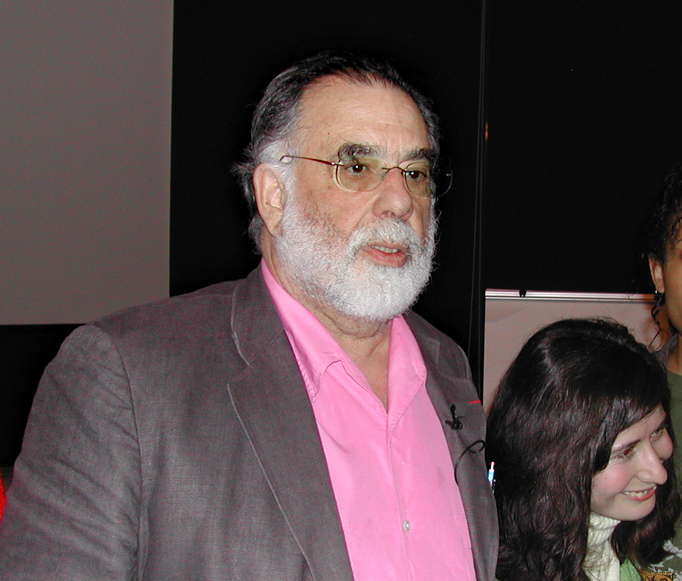
Francis Ford Coppola in Romania

Dopo aver firmato la sceneggiatura de Il grande Gatsby, nel 1973 Coppola comincia la produzione della sua nuova "creatura" cinematografica. Dirige, scrive la sceneggiatura e, per la prima volta, è anche produttore del film La conversazione. Il film è incentrato sulla vita di un investigatore privato costretto a correre contro il tempo per salvare la vita di molte persone, e vede nel ruolo di protagonista un già noto Gene Hackman, in uno dei suoi ruoli più famosi e ricordati. Altri interpreti sono nuovamente John Cazale, Frederic Forrest, un giovane Harrison Ford, e un cameo di Robert Duvall.
Coppola ha citato ripetutamente come fonte d'ispirazione per il film Blow-Up di Michelangelo Antonioni, per quanto riguarda il tema della scoperta più o meno casuale di un delitto mediante la tecnologia; inoltre, all'inizio del film, vi è una citazione riguardante la presenza di un mimo. Un'altra influenza citata spesso dallo stesso Coppola è quella riguardante Harry Caul, per il cui personaggio si sarebbe ispirato al protagonista de Il lupo della steppa di Hermann Hesse. Nel commento sul DVD del film, Coppola rivela inoltre di essere stato seccato dal fatto che durante la proiezione del film alcuni membri della sorveglianza utilizzarono delle microspie e varie attrezzature di intercettazioni, in modo da precludere e prevedere la totale assenza di riferimenti allo scandalo Watergate sull'ex presidente Richard Nixon, come infatti molte parti della sceneggiatura del film facevano prevedere. Tuttavia Coppola affermò che le riprese de La conversazione, il cui script venne ultimato nel 1960 molto prima dell'arrivo del governo Nixon, terminarono alcuni mesi prima dello scandalo Watergate e quindi non includevano alcun riferimento alle vicende reali.
Il direttore della fotografia originale era Haskel Wexler, ma a causa di "divergenze creative" con Coppola fu sostituito con Bill Butler. Walter Murch servì come supervisore al film e gestì quasi completamente tutta la lavorazione del film, in quanto appena terminate le riprese del film Coppola fu subito impegnato in un altrettanto ambizioso progetto, il sequel de Il padrino. Sempre nel DVD Coppola ha rivelato che Gene Hackman ha avuto alcune difficoltà ad adattarsi al ruolo affidatogli, in quanto era molto diverso da lui, soprattutto nel modo di vestire, e quindi Hackman non si trovava molto a suo agio sul set. Tuttavia, secondo Coppola, Hackman considera questo ruolo uno dei suoi favoriti.
Il film riceve tre nomination agli Oscar (miglior film, miglior sceneggiatura, miglior sonoro) e Coppola vince la Palma d'oro al Festival di Cannes, oltre a ricevere numerosi altri premi internazionali, tra i quali il National Board of Review Award, il British Academy Film Awards e cinque nomination ai Golden Globe. Nello stesso anno invece scrive la sceneggiatura de Il grande Gatsby interpretato da Robert Redford e Mia Farrow.
Ancor prima dell'uscita de La conversazione, nell'autunno 1973 viene nuovamente contattato dalla Paramount per scrivere, dirigere e produrre il sequel de Il padrino, Il padrino - Parte II. Inizialmente restio a collaborare nuovamente al film, a causa dei contrasti avuti con la casa di produzione durante la lavorazione del primo film, in seguito accettò l'incarico a patto di avere maggiore libertà sulla realizzazione della pellicola, ovvero avrebbe mostrato in parallelo le storie della gioventù di Vito Corleone e quella dell'ascesa al potere del figlio Michael. Tuttavia anche stavolta non mancarono numerosi battibecchi: la prima controversia fu riguardo alla scelta dell'interprete del giovane Vito Corleone, ruolo per il quale Coppola aveva scelto il giovane e quasi sconosciuto Robert De Niro, memore del convincente provino che l'attore fece per la parte di Sonny durante la fase di casting del primo film. Inoltre furono molti i no incassati da Coppola da parte di numerosi membri del cast del primo film, come Marlon Brando (arrivato letteralmente ai ferri corti con la Paramount), e soprattutto da Richard Castellano che avrebbe preso parte al film a patto che le sue battute fossero state scritte da sua moglie. Coppola sostituì allora il suo personaggio con uno nuovo interpretato da Michael V. Gazzo.
Un ulteriore motivo di discussione tra il regista e la produzione fu la scelta di Coppola di girare alcune scene riguardanti la gioventù di Vito Corleone direttamente nella Little Italy dell'epoca, che avrebbe comportato un nuovo sforamento di budget. Coppola allora fu costretto a girare tutte le scene nello studio della Paramount a Los Angeles. Inoltre Al Pacino, che fu il vero protagonista dell'epoca, costrinse Coppola a passare numerose notti a scrivere e riscrivere la sceneggiatura, che a detta di Pacino non era all'altezza di quella del primo film, convincendosi solo dopo un quasi stravolgimento totale della storia. Fu sempre Pacino a suggerire Lee Strasberg, suo maestro ai tempi dell'Actor's Studio, per il ruolo di Hyman Roth. C'era poi il problema nell'ambito cinematografico dei sequel, che nella stragrande maggioranza dei casi venivano mal visti dalla critica che tendeva a considerarli sempre inferiori rispetto al film originale. Tutta la lavorazione della pellicola terminò nel giugno 1974, pochi mesi dopo l'uscita de La conversazione.

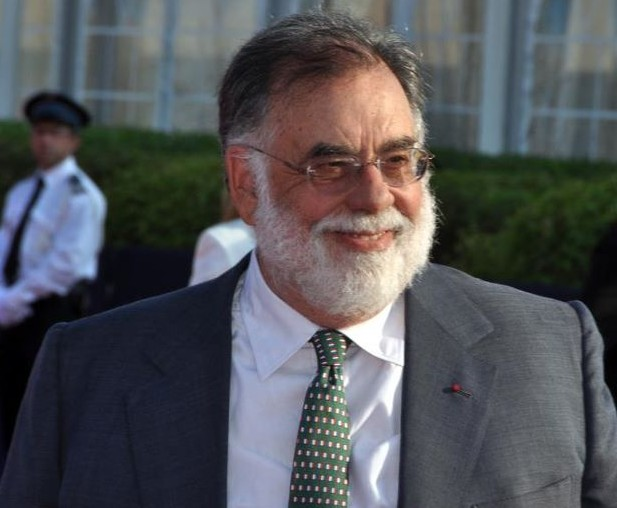
Francis Ford Coppola a Deauville nel 2011

La pellicola tuttavia ebbe un successo addirittura maggiore del suo predecessore, riceve 11 nomination agli Oscar e vincendone 6: miglior film, miglior sceneggiatura, miglior regia (tutti e tre assegnati anche a Coppola), e vince anche miglior scenografia, miglior colonna sonora a Nino Rota, miglior attore non protagonista per il giovane Robert De Niro (ritirato da Coppola stesso, in quanto De Niro era impegnato sul set di Novecento di Bertolucci). Inoltre l'American Film Institute lo colloca al 32º posto nella lista dei 100 film statunitensi che hanno segnato la storia del cinema (il primo capitolo invece si colloca al secondo posto). Ancora oggi Il padrino - Parte II è considerato uno dei migliori sequel mai realizzati.
In questo periodo però si dedicò anche molto alla sceneggiatura. Ancora prima del remake di Il Grande Gatsby, scrisse il copione di due film di George Lucas: il primo fu L'uomo che fuggì dal futuro (1971), nel quale figurò ancora una volta Robert Duvall tra gli interpreti, e fu produttore di American Graffiti (1973) grazie al quale ricevette un'altra nomination agli Oscar per il miglior film.

### Apocalypse Now
(Francis Ford Coppola alla première di Apocalypse Now il 15 agosto 1979)
Nella metà degli anni settanta Coppola diede inizio all'ambizioso progetto di girare una pellicola ispirata al capolavoro di Joseph Conrad Cuore di tenebra, ambientata, però, nel periodo della guerra del Vietnam, film che aveva in mente di realizzare già nel 1969 ma che per una serie di circostanze non riuscì mai a vedere la luce fino ad allora. Per finanziare questa sua nuova opera Coppola creò una serie per la TV e il mercato VHS comprendente i due film della saga de il padrino, della durata complessiva di oltre 8 ore. L'operazione riuscì alla perfezione e Coppola ebbe il budget necessario per cominciare la produzione della nuova pellicola.
Al progetto si associarono George Lucas e John Milius, e fu proprio quest'ultimo che ebbe l'idea di accorpare insieme la sceneggiatura del nuovo film col soggetto del libro di Conrad. Coppola iniziò le riprese senza aver ultimato la lavorazione della sceneggiatura, che veniva riscritta ogni notte dallo stesso regista. Coppola fu attirato dalla sceneggiatura di John Milius, descrivendolo come "una commedia e una storia terrificante di un thriller psicologico". Egli rivelò di vedere il film come uno sfogo sulla guerra moderna (di allora), un approfondimento tra le differenze tra il bene e il male e l'analisi dell'impatto della società statunitense sul resto del mondo. Nel 1975, promuovendo nel contempo Il padrino - Parte II in Australia, Coppola identificò alcuni luoghi adatti per le riprese di Apocalypse Now nelle penisole del Queensland settentrionale, che avevano una giungla simile a quella del Vietnam. Subito dopo però decise di girare la pellicola nelle Filippine, per la sua maneggevolezza nell'apparecchiatura americana e per il basso costo della manodopera. Lo stesso coordinatore di produzione Fred Ross aveva già girato lì due film a basso budget e aveva buoni contatti e amici nel paese di produzione.
Coppola produsse il film in collaborazione con la United Artists, a causa dei vari contrasti avuti con la Paramount durante la lavorazione dei film del padrino, e si disse che il regista e la produzione sarebbero letteralmente arrivati ai ferri corti, tanto che lo stesso Coppola dichiarò di non voler più lavorare con la Paramount (torneranno tuttavia a collaborare insieme nel 1990 con l'uscita de Il padrino - Parte III). Il regista trascorse gli ultimi mesi del 1975 a revisionare la sceneggiatura di Milius e negoziando con la United Artists per garantire il finanziamento della produzione. Secondo Frederickson il budget non avrebbe dovuto essere superiore ai 12 milioni di dollari. Il film sarebbe stato intitolato Apocalypse Now; la lavorazione della pellicola cominciò ufficialmente nell'estate 1976. Per il film venne ingaggiato nuovamente Marlon Brando per il ruolo di protagonista, l'ambiguo colonnello Kurtz. Tuttavia proprio Brando, sia a causa dei contrasti col regista sulla sceneggiatura sia a causa delle elevate pretese economiche dell'attore, fu la prima causa del prolungamento delle riprese. Inoltre il cachet dell'attore, pari a una cifra record di 1 milione di dollari alla settimana, provocò un primo sforamento di budget. Per il resto del cast furono ingaggiati Martin Sheen nel ruolo del capitano Willard (il Marlow del libro di Conrad), Robert Duvall (quinta collaborazione con Coppola), Frederic Forrest, Dennis Hopper ed un giovane Harrison Ford. La produzione della pellicola fu molto travagliata. Innanzitutto furono colpiti da dei tifoni, i quali distrussero più volte l'intero set che dovette quindi essere ricostruito da capo; inoltre alcuni attori e Coppola stesso soffrirono per abusi di droga e crisi nervose. Martin Sheen venne colpito da un infarto e quindi si usò spesso una controfigura; inoltre i produttori non credevano quasi più nella pellicola, e la mancanza di fondi portò Coppola a un esaurimento nervoso. Lui stesso ammetterà che proprio questo esaurimento lo portò prima quasi al divorzio dalla moglie, e successivamente arrivò quasi al suicidio.
La produzione venne ritardata e prolungata più volte, anche perché veniva osteggiata molte volte dal governo delle Filippine, dove stavano avendo luogo le riprese, perché il film aveva un profilo antimilitarista. Inoltre gli attori soffrivano sempre di più stando nelle Filippine, e questo ridusse giorno dopo giorno il loro entusiasmo. Le riprese vennero ultimate quasi un anno dopo, nell'estate 1977. Inoltre lo sforamento del budget, passato dai 12 milioni iniziali ai 30 finali, fu quasi sul punto di causare il fallimento della Zoetrope Production la casa di produzione del regista. Molti altri dettagli, tra cui il montaggio e il sonoro, furono prolungati a dismisura, e ciò costrinse Coppola a chiedere alla United Artists di prolungare ulteriormente la première della pellicola, prevista per maggio 1978. Alla fine il tutto venne nuovamente prolungato di un anno e la pellicola arrivò nei cinema solo nell'agosto 1979, dopo la conquista della Palma d'oro a Cannes nel maggio precedente.
All'uscita nelle sale il film apparve piuttosto sconcertante per la critica, dato il modo atipico con il quale veniva rappresentata la guerra. Ma qualche mese dopo l'uscita venne riconosciuto in modo pressoché unanime come un capolavoro, ed ebbe recensioni più che lusinghiere, ottenendo anche un grande successo al botteghino (incassò 150 milioni di dollari). La pellicola ricevette 8 nomination agli Oscar: miglior film, regia, attore non protagonista (Robert Duvall), sceneggiatura non originale, fotografia (vinto), montaggio, scenografia e sonoro (vinto). Si aggiudicò inoltre la Palma d'oro al Festival di Cannes ex aequo con Il tamburo di latta. Vinse solo due Oscar a causa della contemporanea presenza del successo dell'anno Kramer contro Kramer interpretato da Dustin Hoffman e Meryl Streep, e anche perché l'anno precedente era uscito Il cacciatore che vinse 5 premi Oscar e trattava gli stessi argomenti di Apocalypse Now. Si trova al 30º posto nella lista dei 100 migliori film statunitensi dell'American Film Institute.
Nello stesso anno fu il produttore esecutivo del film Black Stallion, vincitore di un Oscar per il miglior montaggio sonoro.

### Gli anni ottanta
Dopo essersi consacrato come uno dei cineasti più grandi di tutti i tempi, e con un palmarès di riconoscimenti invidiabile, all'inizio degli anni ottanta Coppola, insieme a George Lucas, produce l'osannato film di Akira Kurosawa Kagemusha - L'ombra del guerriero. Determinante per il successo della pellicola fu l'appoggio di Coppola e Lucas che contribuirono al successo del film anche oltre il Giappone . Nel 1982, dopo tre anni di pausa, torna dietro la macchina da presa e come sceneggiatore di un nuovo film Un sogno lungo un giorno dove per la terza volta figurava in uno dei suoi film Frederic Forrest tra gli interpreti (in questo caso come protagonista). Originariamente doveva essere prodotto dalla MGM, che però stanziò per il film di Coppola un budget di appena $ 2 milioni di dollari. Il regista allora scelse la Columbia Pictures e il budget, all'inizio stanziato per $ 15 milioni di dollari, alla fine divenne di 26. In questa pellicola Coppola esordisce per la prima volta nel genere musical, mescolato al sentimentale.
All'uscita nelle sale, il film risulta un vero e proprio flop al botteghino racimolando globalmente appena $ 630 000 dollari, e venendo letteralmente stroncato dal pubblico e massacrato dalla critica, che non vede di buon occhio il nuovo tuffo di Coppola in un genere, a detta di molti, non consono ai suoi standard. È soprattutto però il pesante fiasco al box-office a colpire maggiormente Coppola, che è così costretto a vendere i suoi stessi studi della sua American Zoetrope per pagare i debiti. Da questo momento quindi e per tutti gli anni ottanta, Coppola inizia ad accettare numerosi progetti col solo fine di risanare i debiti causati dal flop di Un sogno lungo un giorno. Infatti nel 1983 realizza ben due progetti: il primo è I ragazzi della 56ª strada che vanta tra i suoi protagonisti i giovani Matt Dillon, Patrick Swayze, Emilio Estevez, C. Thomas Howell, Ralph Macchio, Rob Lowe, Tom Cruise e Diane Lane. Il film, prodotto dalla Warner Bros., con un budget stimato di $ 10 milioni di dollari narra la storia di due bande giovanili che si scontrano nei sobborghi di Tulsa. La pellicola, oltre a conquistare i favori della critica e del pubblico, che ritrova nella pellicola il Coppola di Apocalypse Now e La conversazione, incassa circa $ 33 milioni di dollari, permettendo al regista di risanare in parte i suoi debiti.
Il secondo progetto è il più impegnativo Rusty il selvaggio con Matt Dillon, Diane Lane e Mickey Rourke. Coppola stesso ha cominciato ad inventare una colonna sonora principalmente a percussione per simboleggiare l'idea di tempo che si esaurisce. Mentre vi lavorava, Coppola si è reso conto di aver bisogno dell'aiuto di un musicista professionista. E così ha chiesto a Stewart Copeland, batterista del gruppo musicale The Police, di improvvisare una traccia ritmica. Coppola presto si rese conto che Copeland era un compositore affidabile per la sua intuizione e quindi gli affidò la colonna sonora. Tuttavia il film non raggiunge nuovamente i risultati sperati, e Coppola non riesce a sfruttare il momentaneo successo della pellicola precedente; il pubblico non è pienamente soddisfatto dell'opera di Coppola (anche se non mancò chi lodò la pellicola), e gli incassi sono sconfortanti, raggiungendo appena $ 2 milioni di dollari a fronte di una spesa di 10.
Il 1984 è l'anno di Cotton Club, uno dei film più rilevanti della carriera anni ottanta di Coppola. Fu nuovamente una questione meramente economica a spingere Coppola ad accettare anche se all'ultimo minuto l'offerta di dirigere il film di Robert Evans, il produttore, e accettò anche quello di sceneggiatore, coadiuvato in questo secondo ruolo da William Kennedy e Mario Puzo. Prodotto dalla Orion Pictures, il film vede il protagonista, interpretato da Richard Gere, al centro di una tormentata storia d'amore con l'amante di un boss della malavita suo datore di lavoro. Cotton Club dovrebbe rappresentare il film della rinascita di Coppola, date tutte le premesse iniziali, la considerevole promozione della Orion e l'imponente budget di $ 58 milioni di dollari (rivelandolo quindi il film più costoso della carriera di Coppola), ma così non succede e, nonostante ottenga recensioni positive da parte della critica, al botteghino il film sortisce lo stesso triste destino di Un sogno lungo un giorno, racimolando in totale poco più di $ 25 milioni di dollari. Anche la storia legale del film fu travagliata, costellata da una querela per violazioni di contratto da parte di un membro della troupe e dal naufragio totale dei rapporti tra Coppola e la Orion, produttrice della pellicola.
I numerosi insuccessi commerciali di questi primi anni ottanta, portano il regista alla decisione di abbandonare la macchina da presa a tempo indeterminato, considerati anche ormai i flussi mediatici della critica, che considerava il regista senza più fantasia e in declino, a causa anche del conseguente successo delle pellicole dei colleghi Steven Spielberg e Martin Scorsese, che parecchio si distaccavano dal genere cinematografico tipico di Coppola. Nonostante ciò Francis continua ad occuparsi della produzione di numerose pellicole. Nel 1985, sempre insieme a Lucas, produce il film Mishima - Una vita in quattro capitoli di Paul Schrader, che sintetizza i 4 momenti fondamentali dello scrittore giapponese morto suicida Yukio Mishima che viene ben accolto in tutto il mondo. Nel 1986, Coppola diresse con George Lucas il film con Michael Jackson per i parchi a tema Disney Captain EO, che all'epoca risultò il film più caro al minuto della storia (durata: 17', costo al minuto: circa un milione di dollari).
Nello stesso anno Coppola torna dietro la macchina da presa (non ha ancora risanato completamente i debiti) per dirigere il ben accolto Peggy Sue si è sposata. Coppola si lascia trascinare anch'egli dal genere di successo del momento, la commedia drammatica, già affrontata con successo da Woody Allen. Il film ottiene tre nomination agli Oscar 1986 e incassa più del doppio del budget, cosa che porta Coppola a dirigere l'anno successivo Giardini di pietra con James Caan e Anjelica Huston. Lasciandosi trascinare dal successo di Peggy Sue si è sposata, Coppola però commette lo stesso errore che gli costò caro con Rusty il selvaggio, ovvero dirigere due film a breve distanza di tempo e senza un'idea precisa per il secondo progetto, lasciandosi rendere cieco dal successo del primo. Il film non riesce a pareggiare il budget di appena $ 13 milioni di dollari. Tuttavia il regista ha fatto tesoro delle esperienze precedenti, e non si lascia sconfiggere dall'insuccesso del film, così che l'anno dopo arriva nelle sale Tucker - Un uomo e il suo sogno, biografia della vita del celebre ingegnere e imprenditore Preston Tucker. Il progetto del film risale al 1973 e originariamente prevedeva Marlon Brando nel ruolo principale, ma slittò con il flop di Un sogno lungo un giorno. Inoltre la pellicola rappresenta il primo riavvicinamento tra Coppola e la Paramount Pictures che, insieme alla MGM, distribuisce il film in USA e Canada. Gli incassi ammontano globalmente a 19,7 milioni di dollari, non consentendo quindi di pareggiare il budget di $ 24 milioni, ma viene ben accolto dalla critica internazionale.

### Anni novanta: il ritorno del padrino e il successo di Dracula
Dopo aver diretto un episodio del film collettivo New York Stories dal titolo La vita senza Zoe, nel 1989 arriva una proposta particolare per la carriera di Coppola. La tanto odiata Paramount Pictures annuncia l'intenzione di voler produrre un terzo capitolo della saga de Il padrino con lo stesso cast dei precedenti due film. A Coppola viene offerto nuovamente di occuparsi della regia, ma il regista rifiuta categoricamente di collaborare nuovamente con la casa di produzione, memore ancora delle numerose traversie affrontate per la realizzazione dei primi due film. Quando però cominciano a circolare come probabili successori nomi di rilievo come Martin Scorsese, Michael Cimino e Sylvester Stallone, Coppola pensa che il sicuro successo commerciale del nuovo capitolo sul padrino, visti anche i precedenti incassi dei primi due capitoli, possa essere forse l'unica occasione degna di risanare completamente i debiti dell'American Zoetrope. Alla fine il regista accetta l'offerta della Paramount. Il terzo capitolo punta sul parallelismo tra mafia e politica, con un'ambientazione più facilmente immedesimabile spostata al 1979 poco dopo la nomina di Giovanni Paolo I. Come new-entry del cast Coppola porta Andy García nel ruolo di Vincent Mancini figlio illegittimo di Sonny, ruolo per il quale era stato considerato anche il nipote Nicolas Cage, George Hamilton che sostituisce Robert Duvall, assente per dispute con la Paramount legate al compenso, mentre per la parte di Mary Corleone, figlia di Michael, dopo il rifiuto di Winona Ryder, Coppola scrittura all'ultimo minuto la sua stessa figlia Sofia.
Le recensioni sul terzo capitolo della Famiglia Corleone, sono generalmente positive, ma i critici e la quasi unanimità del pubblico non possono far altro che sottolineare la minorità di questo film rispetto ai precedenti due capitoli, vere e proprie pietre miliari della storia del cinema. In particolare la critica boccia in pieno la performance della figlia del regista, Sofia, considerata il punto debole della pellicola e totalmente fuori luogo e inadatta al ruolo affidatogli dal padre solo per esigenze di casting. Il tutto le frutterà anche un Razzie Award come peggior attrice non protagonista e peggior esordiente del decennio. Ma ciò che interessa più Coppola e la Paramount è il risultato al botteghino: il film non delude affatto le aspettative di entrambi e, con un budget di $ 54 milioni di dollari, ne incassa globalmente $ 137. Il risultato stratosferico al botteghino de Il padrino - Parte III è solo una prima rinascita per Coppola, che può finalmente dedicarsi nuovamente a progetti ambiziosi e importanti, che lascino un impatto forte al pubblico simile a quello lasciato, numerosi anni addietro, da Apocalypse Now.

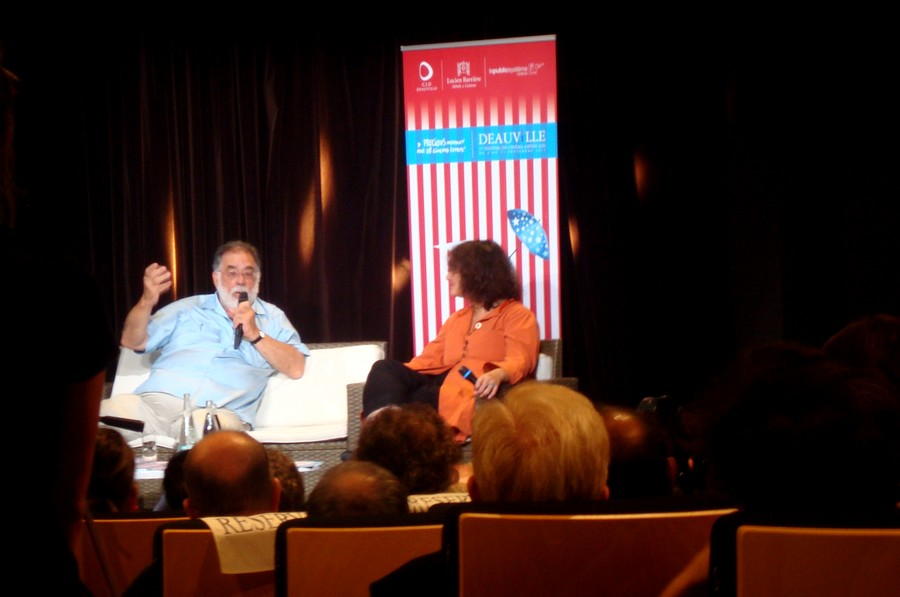
Coppola al Festival di Deauville nel 2011

Nel 1992 realizza Dracula di Bram Stoker, pellicola incentrata sul famoso vampiro della Transilvania, vincitrice di tre premi Oscar (miglior trucco, migliori costumi, migliori effetti speciali), con Gary Oldman nei panni del Conte/Vampiro, Anthony Hopkins in quelli del professor Van Helsing, Keanu Reeves e Winona Ryder. Il film ottiene un grande successo dalle critiche e al botteghino. Nello stesso anno, gli viene conferito il Leone d'oro alla carriera alla 49ª Mostra internazionale d'arte cinematografica di Venezia.
Successivamente diventa produttore esecutivo del film Frankenstein di Mary Shelley, interpretato da Robert De Niro e Kenneth Branagh. Anche questo ottiene grande successo, mentre l'anno successivo è nuovamente produttore del film Mi familia. Nel 1997 fonda la rivista letteraria Zoetrope: All-Story.
Nel 1995 inizia la lavorazione al film Jack, uscito l'anno seguente, di cui firma stavolta solo la regia, mentre affida la sceneggiatura a James De Monaco. È uno dei suoi film più costosi, interpretato da Robin Williams, Diane Lane, Jennifer Lopez e Bill Cosby. Alla sua uscita il film ottiene risultati discreti solo al box office (circa 58 milioni di dollari) che arrivano a coprire i costi di produzione, mentre riguardo alle critiche si rivela un flop e viene sonoramente stroncato.
In particolare la critica non ha gradito il modo in cui il regista Coppola ha mescolato una vicenda drammatica, come la malattia di cui soffre il protagonista, in una versione comica. Questo ha contribuito all'insuccesso del film, oltre al fatto che quell'anno ci fu molta concorrenza con altri film usciti che divennero grandi successi.
Nel 1996 torna a essere sceneggiatore, oltre che regista del suo ventesimo film L'uomo della pioggia - The Rainmaker, interpretato da Matt Damon e basato sull'omonimo romanzo scritto da John Grisham. Altri interpreti oltre a Damon sono Danny DeVito, Jon Voight e Mickey Rourke. Il film si rivela un buon successo al botteghino, ma la critica lo accoglie discretamente.

### Gli anni duemila

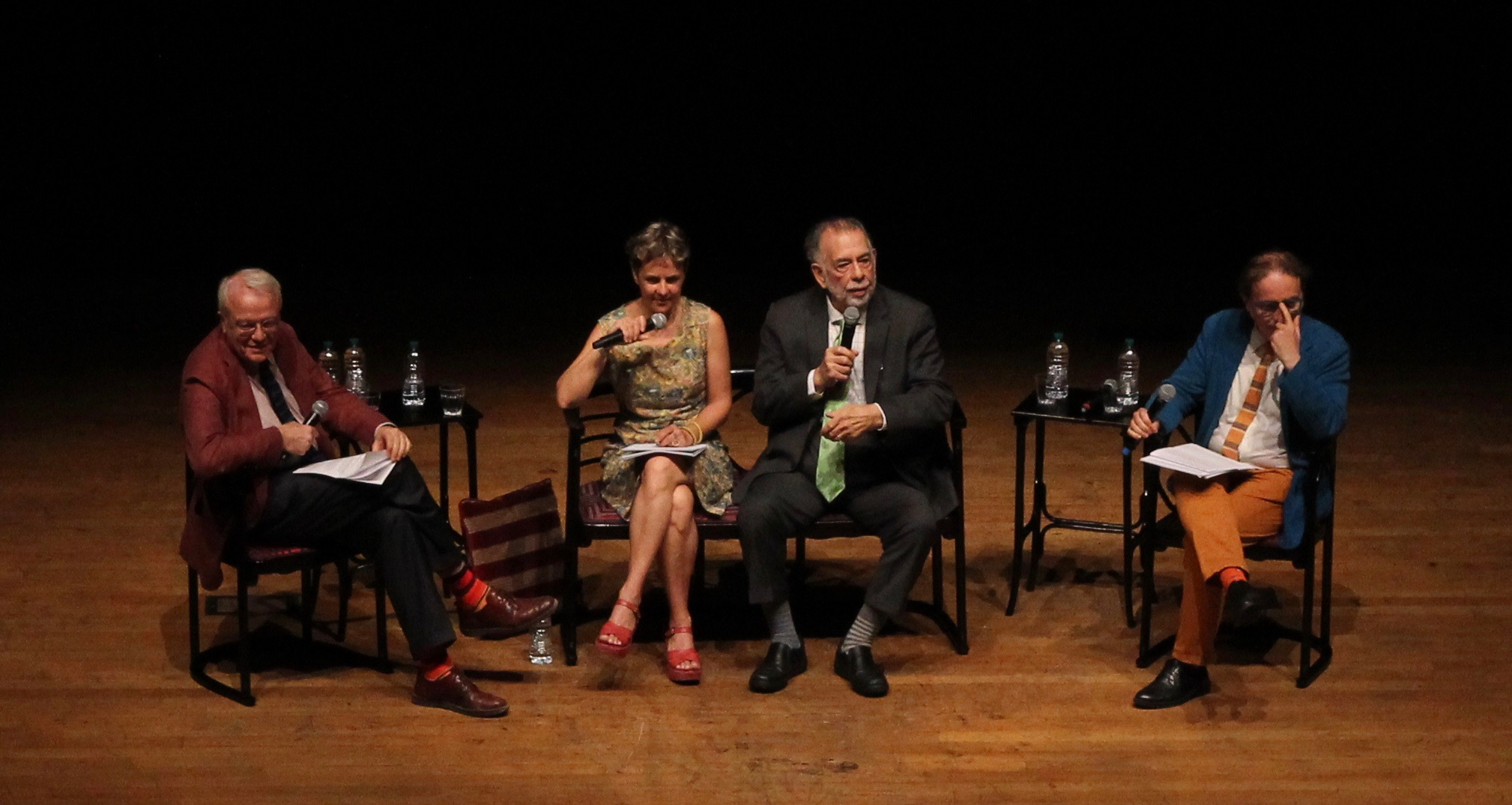
Coppola a Bologna nel 2019

Nel 2001 ha messo mano nuovamente ad Apocalypse Now per trarne una nuova versione, Apocalypse Now Redux, nel quale sono state inserite scene tagliate all'epoca ed un finale diverso. Il film passa dai 153' della versione originale a 202', fornendo nuove sfumature e particolari. L'operazione ha un buon successo di critica e pubblico. Successivamente ha diretto Un'altra giovinezza, film che in parte ha deluso le aspettative del pubblico, seguito da Segreti di famiglia del 2009 e da Twixt. Nel novembre 2010 è stato insignito del Premio alla memoria Irving G. Thalberg, il suo sesto Premio Oscar, in riconoscimento di una gloriosa carriera come regista, sceneggiatore e produttore.

## Vita privata
Nel 1963, Coppola ha sposato la scrittrice e documentarista Eleanor Jessie Neil (1936 – 2024), tra i cui crediti figura la co-regia di Viaggio all'inferno, lungometraggio sulla realizzazione di Apocalypse Now. Dalla Neil, Coppola ha avuto tre figli, tutti attivi nel mondo del cinema: il produttore e attore Gian-Carlo Coppola (1963 – 1986), il regista Roman Coppola (1965), la regista e attrice Sofia Coppola (1971). 

## Il rapporto con l'Italia

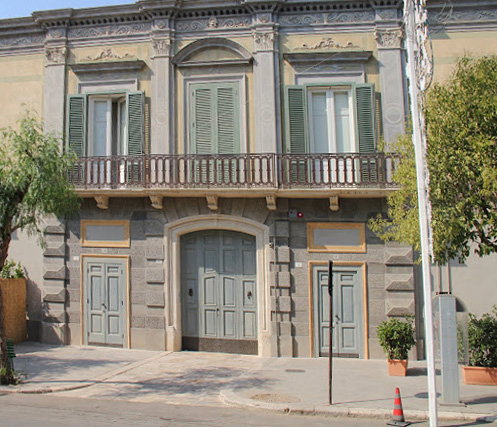
Il Palazzo Margherita, proprietà di Coppola a Bernalda

Con l'Italia, e con la Basilicata in particolare, i rapporti di Coppola sono strettissimi. Agostino, il nonno di Francis, emigrò da Bernalda all'inizio del novecento e Coppola il 1º maggio 1989 divenne cittadino onorario del centro lucano, nel quale spesso trascorre le vacanze approfittando anche delle spiagge della vicina Metaponto sullo Ionio.
Il cineasta ha un progetto di rilancio del metapontino, difatti a Bernalda ha acquistato un antico palazzo per trasformarlo in albergo. Inoltre ha l'obiettivo di dare impulso al centro di formazione per sceneggiatori, scrittori di teatro, musicisti e artisti che sorge a Torremare, nei pressi di Metaponto.
Il film Black Stallion del 1979, di cui lui stesso fu produttore esecutivo, venne girato in parte nel nord della Sardegna, tra Costa Paradiso e Rena Majore.
Il documentario del 2016, Il fischio di famiglia (The Family Whistle), racconta la vita di Agostino Coppola, il nonno lucano del regista, interpretato e diretto da Michele Russo, attore che aveva interpretato un ruolo nel terzo film della trilogia cinematografica Il padrino.
Nel 2025 Coppola è stato a Soverato, in Calabria, per presentare Megalopolis, pellicola uscita nel 2024 e diretta da lui.

## Filmografia

### Cinema

#### Regista
- Tonight for Sure (1962)
- Terrore alla 13ª ora (Dementia 13) (1963)
- Buttati Bernardo! (You're a Big Boy Now) (1966)
- Sulle ali dell'arcobaleno (Finian's Rainbow) (1968)
- Non torno a casa stasera (The Rain People) (1969)
- Il padrino (The Godfather) (1972)
- La conversazione (The Conversation) (1974)
- Il padrino - Parte II (The Godfather Part II) (1974)
- Apocalypse Now (1979)
- Un sogno lungo un giorno (One from the Heart) (1982)
- I ragazzi della 56ª strada (The Outsiders) (1983)
- Rusty il selvaggio (Rumble Fish) (1983)
- Cotton Club (The Cotton Club) (1984)
- Peggy Sue si è sposata (Peggy Sue Got Married) (1986)
- Giardini di pietra (Gardens of Stone) (1987)
- Tucker - Un uomo e il suo sogno (Tucker: The Man and His Dream) (1988)
- La vita senza Zoe (Life without Zoë), episodio di New York Stories (1989)
- Il padrino - Parte III (The Godfather Part III) (1990)
- Dracula di Bram Stoker (Bram Stoker's Dracula) (1992)
- Jack (1996)
- L'uomo della pioggia - The Rainmaker (The Rainmaker) (1997)
- Un'altra giovinezza (Youth Without Youth) (2007)
- Segreti di famiglia (Tetro) (2009)
- Twixt (2011)
- Megalopolis (2024)

#### Sceneggiatore
- Tonight for Sure (1962)
- Terrore alla 13ª ora (Dementia 13) (1963)
- Questa ragazza è di tutti (This Property Is Condemned), regia di Sydney Pollack (1966)
- Parigi brucia? (Is Paris Burning?), regia di René Clément (1966)
- Buttati Bernardo! (You're a Big Boy Now) (1966)
- Non torno a casa stasera (The Rain People) (1969)
- Patton, generale d'acciaio (Patton), regia di Franklin J. Schaffner (1970)
- Il padrino (The Godfather) (1972)
- Il grande Gatsby (The Great Gatsby), regia di Jack Clayton (1974)
- La conversazione (The Conversation) (1974)
- Il padrino - Parte II (The Godfather Part II) (1974)
- Apocalypse Now (1979)
- Un sogno lungo un giorno (One from the Heart) (1982)
- Rusty il selvaggio (Rumble Fish) (1983)
- Cotton Club (The Cotton Club) (1984)
- La vita senza Zoe (Life without Zoë), episodio di New York Stories (1989)
- Il padrino - Parte III (The Godfather Part III) (1990)
- L'uomo della pioggia - The Rainmaker (The Rainmaker) (1997)
- Un'altra giovinezza (Youth Without Youth) (2007)
- Segreti di famiglia (Tetro) (2009)
- Twixt (2011)
- Distant Vision (2015) (progetto sperimentale)
- Megalopolis (2024)

#### Produttore
- Tonight for Sure (1962)
- American Graffiti, regia di George Lucas (1973)
- La conversazione (The Conversation) (1974)
- Il padrino - Parte II (The Godfather: Part II) (1974)
- Apocalypse Now (1979)
- Giardini di pietra (Gardens of Stone) (1987)
- Il padrino - Parte III (The Godfather: Part III) (1990)
- Dracula di Bram Stoker (Bram Stoker's Dracula) (1992)
- Frankenstein di Mary Shelley (Frankenstein) (1994)
- Jack (1996)
- Il giardino delle vergini suicide (The Virgin Suicides), regia di Sofia Coppola (1999)
- Un'altra giovinezza (Youth Without Youth) (2007)
- Segreti di famiglia (Tetro) (2009)
- Twixt (2011)
- Distant Vision (2015) (progetto sperimentale)
- Megalopolis (2024)

#### Produttore esecutivo
- L'uomo che fuggì dal futuro (THX 1138), regia di George Lucas (1971)
- Black Stallion (The Black Stallion), regia di Carroll Ballard (1979)
- Kagemusha - L'ombra del guerriero (影武者, Kagemusha), regia di Akira Kurosawa (1980)
- Il ritorno di Black Stallion (The Black Stallion Returns), regia di Robert Dalva (1983)
- Mishima - Una vita in quattro capitoli (Mishima: A Life in Four Chapters), regia di Paul Schrader (1985)
- Wind - Più forte del vento (Wind), regia di Carroll Ballard (1992)
- Mi familia (My Family), regia di Gregory Nava (1995)
- Don Juan De Marco - Maestro d'amore (Don Juan DeMarco), regia di Jeremy Leven (1995)
- Fantasmi (Haunted), regia di Lewis Gilbert (1995)
- Il mistero di Sleepy Hollow (Sleepy Hollow), regia di Tim Burton (1999)
- Jeepers Creepers - Il canto del diavolo (Jeepers Creepers), regia di Victor Salva (2001)
- Jeepers Creepers 2 - Il canto del diavolo 2 (Jeepers Creepers 2), regia di Victor Salva (2003)
- Lost in Translation - L'amore tradotto (Lost in Translation), regia di Sofia Coppola (2003)
- Somewhere, regia di Sofia Coppola (2010)
- On the Road, regia di Walter Salles (2012)
- Bling Ring (The Bling Ring), regia di Sofia Coppola (2013) (non accreditato)

## Riconoscimenti
- Premio Oscar
  - 1971 – Miglior sceneggiatura originale per Patton, generale d'acciaio
  - 1973 – Candidatura al miglior regista per Il padrino
  - 1973 – Miglior sceneggiatura non originale per Il padrino
  - 1974 – Candidatura al miglior film per American Graffiti
  - 1975 – Miglior film per Il padrino - Parte II
  - 1975 – Miglior regista per Il padrino - Parte II
  - 1975 – Miglior sceneggiatura non originale per Il padrino - Parte II
  - 1975 – Candidatura al miglior film per La conversazione
  - 1975 – Candidatura alla miglior sceneggiatura originale per La conversazione
  - 1980 – Candidatura al miglior film per Apocalypse Now
  - 1980 – Candidatura al miglior regista per Apocalypse Now
  - 1980 – Candidatura alla miglior sceneggiatura non originale per Apocalypse Now
  - 1991 – Candidatura al miglior film per Il padrino - Parte III
  - 1991 – Candidatura al miglior regista per Il padrino - Parte III
  - 2011 – Premio alla memoria Irving G. Thalberg

- Golden Globe
  - 1973 – Miglior film drammatico per Il padrino
  - 1973 – Miglior regista per Il padrino
  - 1973 – Miglior sceneggiatura per Il padrino
  - 1974 – Miglior film commedia o musicale per American Graffiti
  - 1975 – Candidatura al miglior regista per La conversazione
  - 1975 – Candidatura alla migliore sceneggiatura per La conversazione
  - 1980 – Candidatura al miglior film drammatico per Apocalypse Now
  - 1980 – Miglior regista per Apocalypse Now
  - 1980 – Miglior colonna sonora originale per Apocalypse Now
  - 1985 – Candidatura al miglior regista per Cotton Club
  - 1987 – Candidatura al miglior film commedia o musicale per Peggy Sue si è sposata

- Mostra del Cinema di Venezia
  - 1992 – Leone d'oro alla carriera

- Festival di Cannes
  - 1974 – Palma d'oro per La conversazione
  - 1979 – Palma d'oro per Apocalypse Now

## Onorificenze

### Onorificenze straniere
- Nel 1999 è stato insignito del titolo di duca di Megalópolis dal sovrano del Regno di Redonda.